# Sân bay quốc tế Kuala Lumpur
Sân bay quốc tế Kuala Lumpur (viết tắt tiếng Anh: KLIA, IATA: KUL, ICAO: WMKK) là sân bay lớn nhất Malaysia và là một trong những sân bay nhộn nhịp nhất châu Á. Sân bay được xây dựng với kinh phí lên đến 3,5 tỷ USD và được khánh thành ngày 27/6/1998. Kiến trúc sư người Nhật Bản là Kisho Kurokawa thiết kế sân bay này. Sân bay cách thủ đô Kuala Lumpur 50 km. Năm 2009, sân bay này đã phục vụ 29,6 triệu hành khách (thấp hơn mức dự kiến là 35 triệu khách). Sân bay này có tháp kiểm soát không lưu cao 130 m, cao thứ 2 trong các tháp không lưu (chỉ đứng sau tháp tại Sân bay quốc tế Suvarnabhumi Bangkok) có 2 đường băng rộng 60 m dài hơn 4.000 m, có thể phục vụ 120 chuyến/giờ. Theo quy hoạch sân bay này sẽ có 4 đường băng. Công suất nhà ga giai đoạn 2 đến năm là 35 triệu khách/năm và năm 2008 đến 2012 là 45 triệu khách/năm.

## Các hàng hàng không và các điểm đến
Sân bay này là trung tâm của Malaysia Airlines, và một nhà ga cuối của tuyến  Kuala Lumpur-Singapore do hai hãng Malaysia Airlines và Singapore Airlines. Các hãng hàng không hoạt động tại sân bay này gồm:

## Hãng hàng không và tuyến bay

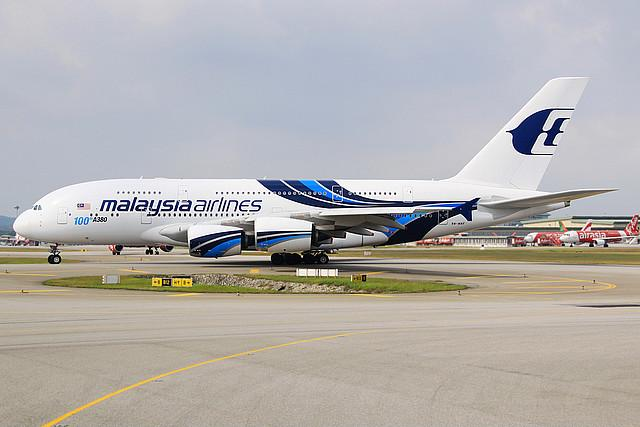
A Malaysia Airlines Airbus A380 chuẩn bị xuất phát

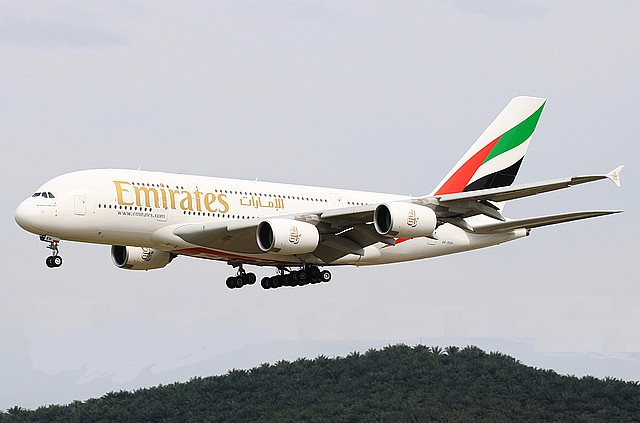
An Emirates A380.

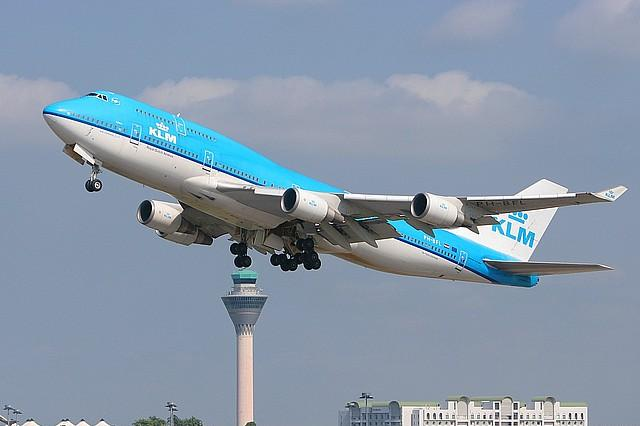
KLM Boeing 747-400 rời sân bay quốc tế Kuala Lumpur

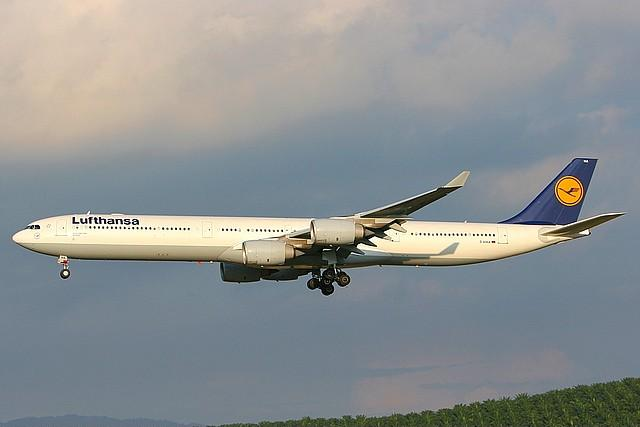
A Lufthansa Airbus A340-600 đến KLIA

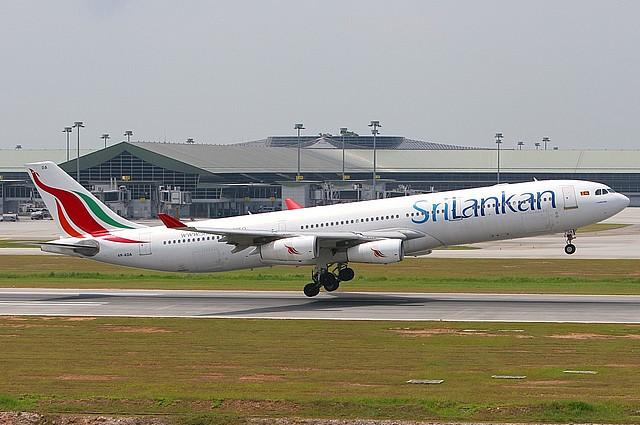
A SriLankan Airlines Airbus A340-300 tại sân bay quốc tế Kuala Lumpur

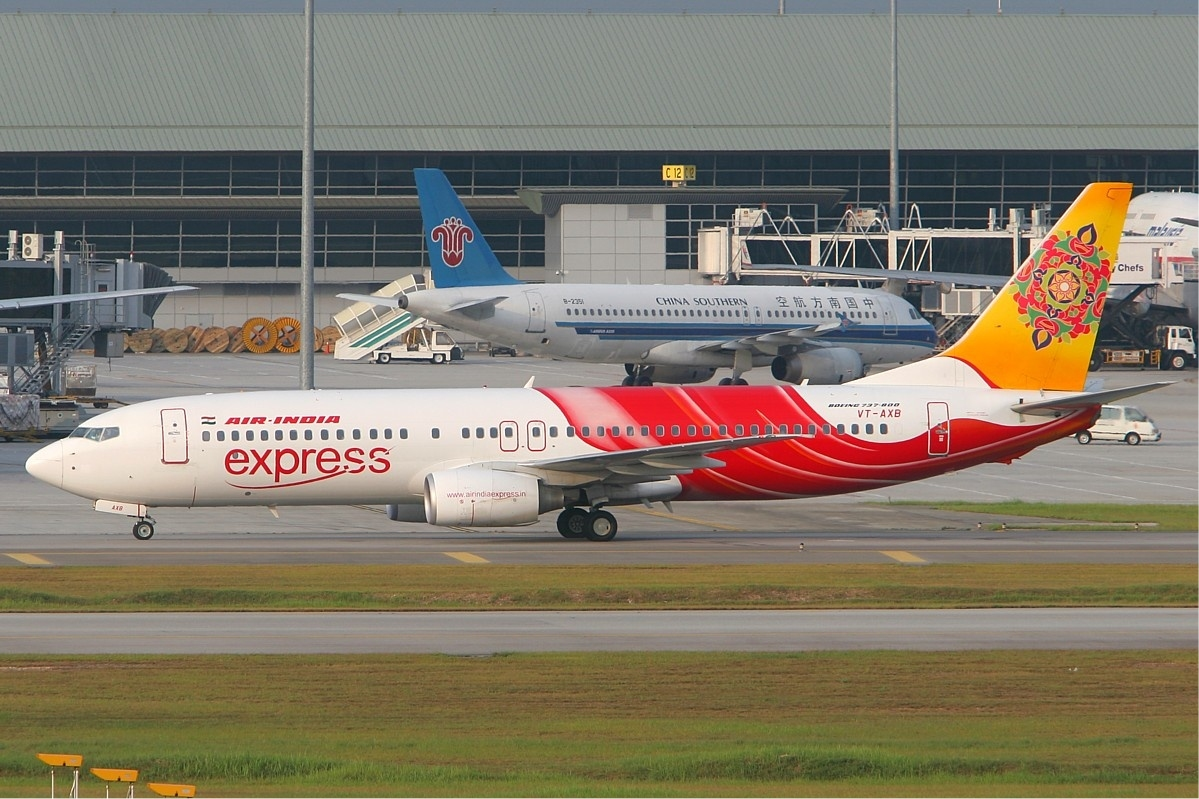
An Air India Express Boeing 737-800 taxiing out, with China Southern Airlines Airbus A319

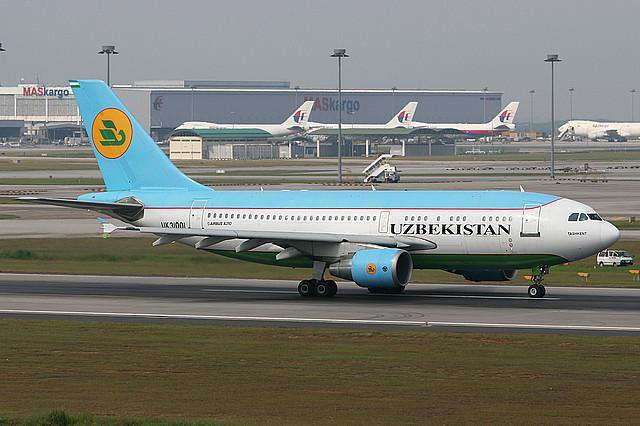
An Uzbekistan Airways Airbus A310-200 chuẩn bị xuất phát

### Hành khách
| Hãng hàng không                 | Các điểm đến | Nhà ga  |
| ------------------------------- | --- | ------- |
| Air Astana                      | Almaty | Vệ tinh |
| Air China                       | Bắc Kinh-Thủ đô (tiếp tục lại từ ngày 25 Tháng 10 năm 2015) | Vệ tinh |
| Air France                      | Paris-Charles de Gaulle | Vệ tinh |
| Air India Express               | Chennai, Mumbai | Vệ tinh |
| Air Koryo                       | Pyongyang | Vệ tinh |
| Air Mauritius                   | MauritiusNote 1 | Vệ tinh |
| AirAsia                         | Alor Setar, Balikpapan, Banda Aceh, Bandar Seri Begawan, Bandung, Bangalore, Bangkok-Don Mueang, Bintulu, Cebu, Chennai, Chiang Mai, Clark, Cần Thơ Đà Nẵng, Denpasar, Quảng Châu, Quế Lâm, Hà Nội, Hat Yai, Thành phố Hồ Chí Minh, Hong Kong, Hyderabad, Jakarta-Soekarno Hatta, Johor Bahru, Kalibo, Kochi, Kolkata, Kota Bharu, Kota Kinabalu, Krabi, Kuala Terengganu, Kuching, Côn Minh, Labuan, Langkawi, Lombok, Macau, Makassar, Medan, Miri, Nam Ninh, Naypyidaw, Padang, Palembang, Pekanbaru, Penang, Phnom Penh, Phuket, Pontianak (bắt đầu từ ngày 27 Tháng 3 năm 2015), Sandakan, Semarang, Thâm Quyến, Sibu, Xiêm Riệp, Singapore, Solo, Surabaya, Surat Thani, Tawau, Tiruchirapalli, Vientiane, Visakhapatnam (bắt đầu từ ngày 7 Tháng 5 năm 2015), Yangon, Yogyakarta | klia2   |
| AirAsia X                       | Bắc Kinh-Thủ đô, Busan, Thành Đô, Trùng Khánh, Colombo, Gold Coast, Hàng Châu, Jeddah, Kathmandu, Melbourne, Osaka-Kansai, Perth, Seoul-Incheon, Thượng Hải-Phố Đông, Sydney, Đài Bắc-Đào Viên, Tokyo-Haneda, Tokyo-Narita, Tây An | klia2   |
| AirAsia Zest                    | Manila | klia2   |
| All Nippon Airways              | Tokyo-Narita (tiếp tục lại từ ngày 1 Tháng 9 năm 2015) | Vệ tinh |
| Bangkok Airways                 | Koh Samui | Vệ tinh |
| Biman Bangladesh Airlines       | Dhaka | Vệ tinh |
| British Airways                 | London-Heathrow (tiếp tục lại từ ngày 28 Tháng 5 năm 2015) | Vệ tinh |
| Cathay Pacific                  | Hong Kong | Vệ tinh |
| Cebu Pacific                    | Manila | klia2   |
| China Airlines                  | Đài Bắc-Đào Viên | Vệ tinh |
| China Eastern Airlines          | Vũ Hán | Vệ tinh |
| China Southern Airlines         | Quảng Châu | Vệ tinh |
| EgyptAir                        | Bangkok-Suvarnabhumi, Cairo | Vệ tinh |
| Emirates                        | Dubai-International, Melbourne | Vệ tinh |
| Ethiopian Airlines              | Addis Ababa, Bangkok-Suvarnabhumi | Vệ tinh |
| Etihad Airways                  | Abu Dhabi | Vệ tinh |
| EVA Air                         | Đài Bắc-Đào Viên | Vệ tinh |
| Flynas                          | Thuê chuyến: Jeddah | Vệ tinh |
| Garuda Indonesia                | Jakarta-Soekarno Hatta | Vệ tinh |
| Indonesia AirAsia               | Bandung, Denpasar, Jakarta-Soekarno Hatta, Medan, Surabaya | klia2   |
| Iran Air                        | Tehran-Imam Khomeini | Vệ tinh |
| Iran Aseman Airlines            | Tehran-Imam Khomeini | Vệ tinh |
| Iraqi Airways                   | Baghdad | Vệ tinh |
| Japan Airlines                  | Tokyo-Narita | Vệ tinh |
| Jetstar Asia Airways            | Singapore | Vệ tinh |
| KLM                             | Amsterdam, Jakarta-Soekarno Hatta | Vệ tinh |
| Korean Air                      | Seoul-Incheon | Vệ tinh |
| Kuwait Airways                  | Jakarta-Soekarno Hatta, Kuwait | Vệ tinh |
| Lion Air                        | Jakarta-Soekarno Hatta | klia2   |
| Lufthansa                       | Frankfurt, Jakarta-Soekarno Hatta | Vệ tinh |
| Mahan Air                       | Tehran-Imam Khomeini | Vệ tinh |
| Malaysia Airlines               | Alor Star, Bangalore, Bangkok-Suvarnabhumi, Bandar Seri Begawan, Bintulu, Chennai, Colombo, Darwin, Quảng Châu, Hà Nội, Thành phố Hồ Chí Minh, Hyderabad, Jakarta-Soekarno Hatta, Johor Bahru, Kathmandu, Kochi (kết thúc từ ngày 1 Tháng 6 năm 2015), Kota Bharu, Kota Kinabalu, Kuala Terengganu, Kuantan, Kuching, Côn Minh (kết thúc từ ngày 30 Tháng 4 năm 2015), Krabi (kết thúc từ ngày 6 Tháng 5 năm 2015), Labuan, Langkawi, Malé, Manila, Medan, Miri, Penang, Phnom Penh, Phuket, Sandakan, Sibu, Xiêm Riệp, Singapore, Đài Bắc-Đào Viên, Tawau, Hạ Môn, Yangon | Chính   |
| Malaysia Airlines               | Adelaide, Amsterdam, Auckland, Bắc Kinh-thủ đô, Brisbane, Delhi, Denpasar, Dhaka, Dubai-International, Frankfurt, Hong Kong, Istanbul-Atatürk, Jeddah, Kathmandu, London-Heathrow, Melbourne, Mumbai, Osaka-Kansai, Paris-Charles de Gaulle, Perth, Seoul-Incheon, Thượng Hải-Phố Đông, Sydney, Tokyo-Narita | Vệ tinh |
| Malindo Air                     | Bandung, Bangkok-Don Mueang, Chittagong, Delhi, Denpasar, Dhaka, Jakarta-Soekarno Hatta, Kathmandu, Kochi, Kota Bharu, Kota Kinabalu, Kuching, Langkawi, Mumbai, Penang, Singapore, Tiruchirapalli, Visakhapatnam | klia2   |
| Mega Maldives                   | Malé | klia2   |
| Myanmar Airways International   | Yangon | Vệ tinh |
| Nepal Airlines                  | Kathmandu | Vệ tinh |
| Oman Air                        | Muscat, Singapore (bắt đầu từ ngày 29 Tháng 3 năm 2015) | Vệ tinh |
| Pakistan International Airlines | Islamabad (bắt đầu từ ngày 4 Tháng 4 năm 2015), Karachi, Lahore, Peshawar | Vệ tinh |
| Qatar Airways                   | Doha | Vệ tinh |
| Regent Airways                  | Dhaka | Vệ tinh |
| Royal Brunei Airlines           | Bandar Seri Begawan | Vệ tinh |
| Royal Jordanian                 | Amman-Queen Alia, Bangkok-Suvarnabhumi | Vệ tinh |
| Saudia                          | Jeddah, Medina, Riyadh | Vệ tinh |
| Shanghai Airlines               | Thượng Hải-Phố Đông | Vệ tinh |
| SilkAir                         | Singapore | Vệ tinh |
| Singapore Airlines              | Singapore | Vệ tinh |
| SriLankan Airlines              | Colombo | Vệ tinh |
| Thai AirAsia                    | Bangkok-Don Mueang, Phuket | klia2   |
| Thai Airways                    | Bangkok-Suvarnabhumi | Vệ tinh |
| Tigerair                        | Singapore | klia2   |
| Turkish Airlines                | Istanbul-Atatürk | Vệ tinh |
| Turkmenistan Airlines           | Ashgabat | Vệ tinh |
| United Airways                  | Dhaka | Vệ tinh |
| Uzbekistan Airways              | Singapore, Tashkent | Vệ tinh |
| Vietjet Air                     | Thành phố Hồ Chí Minh | Vệ Tinh |
| Vietnam Airlines                | Hà Nội, Thành phố Hồ Chí Minh | Vệ tinh |
| Xiamen Airlines                 | Dalian, Fuzhou, Tianjin, Xiamen | Vệ tinh |
| Yemenia                         | Dubai-International, Jakarta-Soekarno Hatta, Sana'a | Vệ tinh |

## Thư viện ảnh

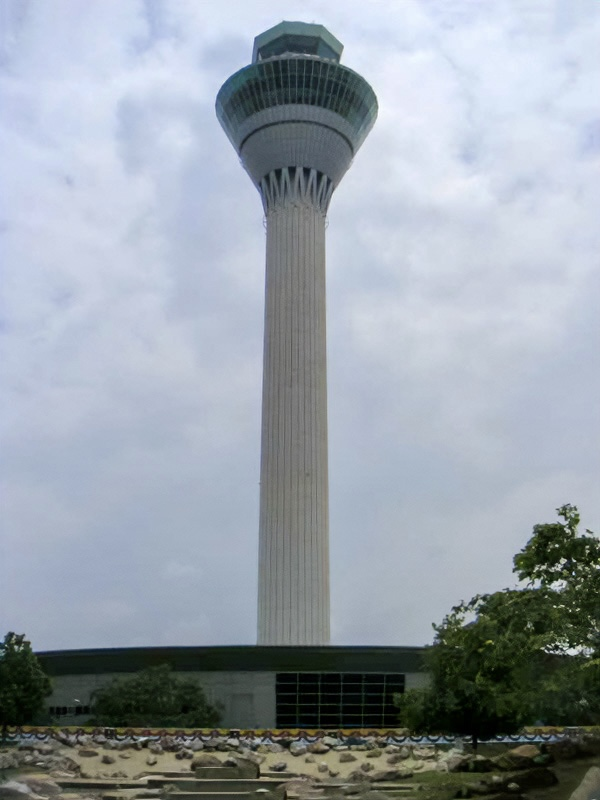
Tháp kiểm soát không lưu của KLIA
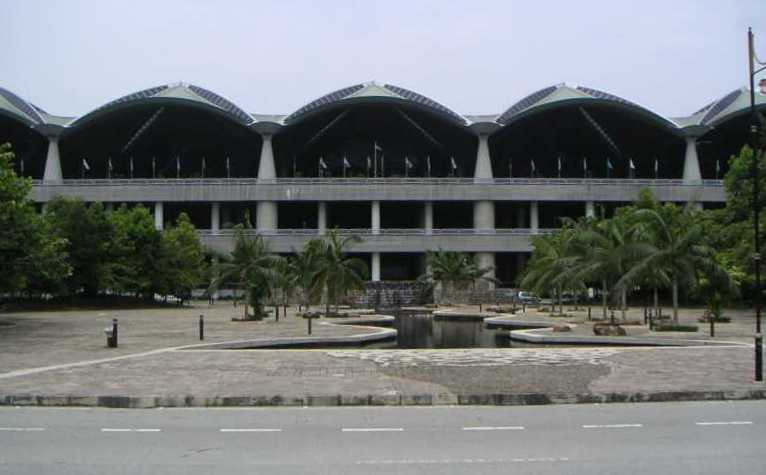
Sảnh đi và đến.
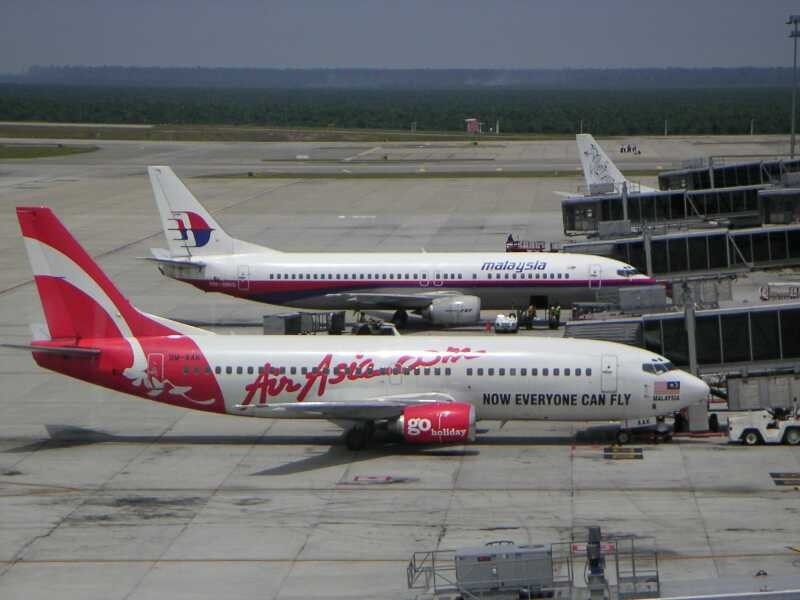
Boeing 737 của AirAsia và Malaysia Airlines tại nhà ga
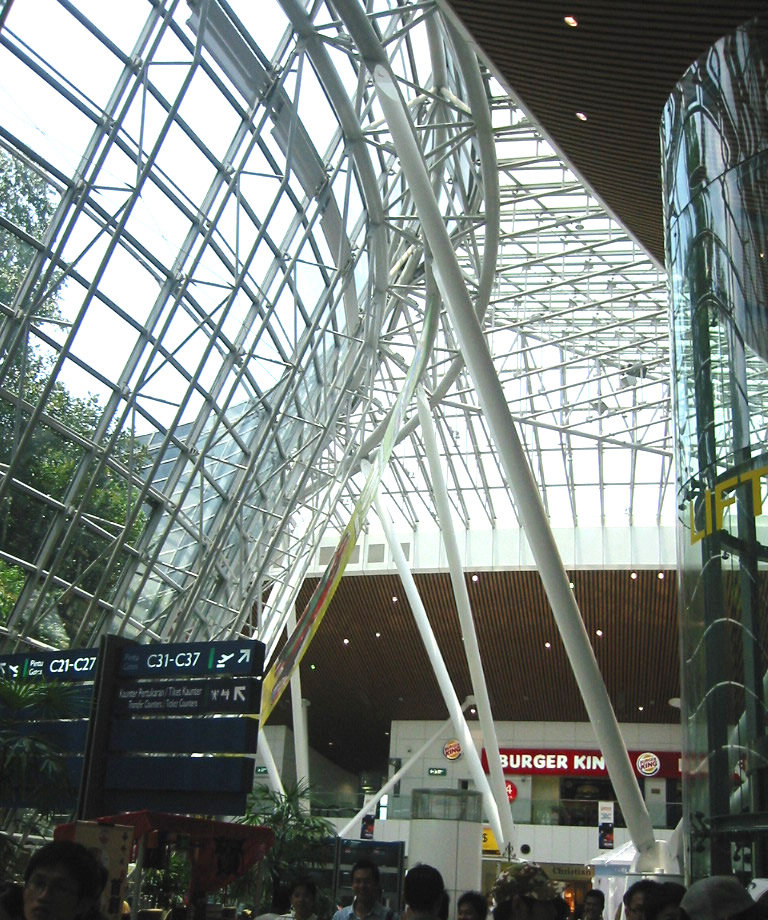
Bên trong của Nhà ga vệ tinh.